# 쿨롱 파동 함수

Mathematica 13.1에서 반발 및 인력 상호작용을 사용하여 0부터 20까지 불규칙 쿨롱 파동 함수 G 플롯

정규 쿨롱 파동 함수의 복소수 플롯 이미지 추가

수학에서 쿨롱 파동 함수(영어: Coulomb wave function)는 샤를 드 쿨롱의 이름을 따서 명명된 쿨롱 파동 방정식(영어: Coulomb wave equation)의 해이다. 이 함수는 쿨롱 전위에서 하전 입자의 동작을 설명하는 데 사용되며, 합류 초수하 함수 또는 허수 인수의 휘태커 함수로 표현할 수 있다.

## 쿨롱 파동 방정식
질량 {\displaystyle m}을 가진 단일 하전 입자에 대한 쿨롱 파동 방정식은 쿨롱 전위를 가진 슈뢰딩거 방정식이다.
{\displaystyle \left(-\hbar ^{2}{\frac {\nabla ^{2}}{2m}}+{\frac {Z\hbar c\alpha }{r}}\right)\psi _{\vec {k}}({\vec {r}})={\frac {\hbar ^{2}k^{2}}{2m}}\psi _{\vec {k}}({\vec {r}})\,,}
여기서 {\displaystyle Z=Z_{1}Z_{2}}는 입자와 필드 소스의 전하 곱(단위는 기본 전하이며, 수소 원자의 경우 {\displaystyle Z=-1}), {\displaystyle \alpha }는 미세 구조 상수, {\displaystyle \hbar ^{2}k^{2}/(2m)}는 입자의 에너지이다. 쿨롱 파동 함수인 해는 이 방정식을 포물선 좌표에서 풀어 얻을 수 있다.
{\displaystyle \xi =r+{\vec {r}}\cdot {\hat {k}},\quad \zeta =r-{\vec {r}}\cdot {\hat {k}}\qquad ({\hat {k}}={\vec {k}}/k)\,.}
선택한 경계 조건에 따라 해는 다른 형태를 가진다. 두 가지 해는 다음과 같다.
{\displaystyle \psi _{\vec {k}}^{(\pm )}({\vec {r}})=\Gamma (1\pm i\eta )e^{-\pi \eta /2}e^{i{\vec {k}}\cdot {\vec {r}}}M(\mp i\eta ,1,\pm ikr-i{\vec {k}}\cdot {\vec {r}})\,,}
여기서 {\displaystyle M(a,b,z)\equiv {}_{1}\!F_{1}(a;b;z)}는 합류 초수하 함수이고, {\displaystyle \eta =Zmc\alpha /(\hbar k)}이며 {\displaystyle \Gamma (z)}는 감마 함수이다. 여기에 사용된 두 가지 경계 조건은 다음과 같다.
{\displaystyle \psi _{\vec {k}}^{(\pm )}({\vec {r}})\rightarrow e^{i{\vec {k}}\cdot {\vec {r}}}\qquad ({\vec {k}}\cdot {\vec {r}}\rightarrow \pm \infty )\,,}
이는 각각 원점에 있는 필드 소스에 접근하기 전 또는 후에 {\displaystyle {\vec {k}}} 방향의 평면파 점근 상태에 해당한다. 함수 {\displaystyle \psi _{\vec {k}}^{(\pm )}}는 다음 공식으로 서로 관련되어 있다.
{\displaystyle \psi _{\vec {k}}^{(+)}=\psi _{-{\vec {k}}}^{(-)*}\,.}

### 부분파 전개
파동 함수 {\displaystyle \psi _{\vec {k}}({\vec {r}})}는 부분파(즉, 각도 기저에 대해)로 전개하여 각도에 독립적인 방사 함수 {\displaystyle w_{\ell }(\eta ,\rho )}를 얻을 수 있다. 여기서 {\displaystyle \rho =kr}.
{\displaystyle \psi _{\vec {k}}({\vec {r}})={\frac {4\pi }{r}}\sum _{\ell =0}^{\infty }\sum _{m=-\ell }^{\ell }i^{\ell }w_{\ell }(\eta ,\rho )Y_{\ell }^{m}({\hat {r}})Y_{\ell }^{m\ast }({\hat {k}})\,.}
전개된 단일 항은 특정 구면 조화 함수와의 스칼라 곱으로 분리될 수 있다.
{\displaystyle \psi _{k\ell m}({\vec {r}})=\int \psi _{\vec {k}}({\vec {r}})Y_{\ell }^{m}({\hat {k}})d{\hat {k}}=R_{k\ell }(r)Y_{\ell }^{m}({\hat {r}}),\qquad R_{k\ell }(r)=4\pi i^{\ell }w_{\ell }(\eta ,\rho )/r.}
단일 부분파 {\displaystyle w_{\ell }(\eta ,\rho )}에 대한 방정식은 쿨롱 파동 방정식의 라플라시안을 구면 좌표로 다시 쓰고 특정 구면 조화 함수 {\displaystyle Y_{\ell }^{m}({\hat {r}})}에 방정식을 투영하여 얻을 수 있다.
{\displaystyle {\frac {d^{2}w_{\ell }}{d\rho ^{2}}}+\left(1-{\frac {2\eta }{\rho }}-{\frac {\ell (\ell +1)}{\rho ^{2}}}\right)w_{\ell }=0\,.}
이 해들은 쿨롱 (부분) 파동 함수 또는 구면 쿨롱 함수라고도 불린다. {\displaystyle z=-2i\rho }를 대입하면 쿨롱 파동 방정식은 휘태커 방정식으로 변환되므로, 쿨롱 파동 함수는 허수 인수 {\displaystyle M_{-i\eta ,\ell +1/2}(-2i\rho )}와 {\displaystyle W_{-i\eta ,\ell +1/2}(-2i\rho )}를 가진 휘태커 함수로 표현될 수 있다. 후자는 합류 초수하 함수 {\displaystyle M}과 {\displaystyle U}로 표현될 수 있다. {\displaystyle \ell \in \mathbb {Z} }에 대해 특수 해는 다음과 같이 정의된다.
{\displaystyle H_{\ell }^{(\pm )}(\eta ,\rho )=\mp 2i(-2)^{\ell }e^{\pi \eta /2}e^{\pm i\sigma _{\ell }}\rho ^{\ell +1}e^{\pm i\rho }U(\ell +1\pm i\eta ,2\ell +2,\mp 2i\rho )\,,}
여기서
{\displaystyle \sigma _{\ell }=\arg \Gamma (\ell +1+i\eta )}
는 쿨롱 위상 편이(Coulomb phase shift)라고 불린다. 또한 실수 함수는 다음과 같이 정의된다.

Mathematica 13.1에서 반발 및 인력 상호작용을 사용하여 0에서 20까지 정규 쿨롱 파동 함수 F 플롯

{\displaystyle F_{\ell }(\eta ,\rho )={\frac {1}{2i}}\left(H_{\ell }^{(+)}(\eta ,\rho )-H_{\ell }^{(-)}(\eta ,\rho )\right)\,,}
{\displaystyle G_{\ell }(\eta ,\rho )={\frac {1}{2}}\left(H_{\ell }^{(+)}(\eta ,\rho )+H_{\ell }^{(-)}(\eta ,\rho )\right)\,.}
특히 다음을 가진다.
{\displaystyle F_{\ell }(\eta ,\rho )={\frac {2^{\ell }e^{-\pi \eta /2}|\Gamma (\ell +1+i\eta )|}{(2\ell +1)!}}\rho ^{\ell +1}e^{i\rho }M(\ell +1+i\eta ,2\ell +2,-2i\rho )\,.}
구면 쿨롱 함수 {\displaystyle H_{\ell }^{(\pm )}(\eta ,\rho )}, {\displaystyle F_{\ell }(\eta ,\rho )}, {\displaystyle G_{\ell }(\eta ,\rho )}의 큰 {\displaystyle \rho }에서의 점근 행동은 다음과 같다.
{\displaystyle H_{\ell }^{(\pm )}(\eta ,\rho )\sim e^{\pm i\theta _{\ell }(\rho )}\,,}
{\displaystyle F_{\ell }(\eta ,\rho )\sim \sin \theta _{\ell }(\rho )\,,}
{\displaystyle G_{\ell }(\eta ,\rho )\sim \cos \theta _{\ell }(\rho )\,,}
여기서
{\displaystyle \theta _{\ell }(\rho )=\rho -\eta \log(2\rho )-{\frac {1}{2}}\ell \pi +\sigma _{\ell }\,.}
해 {\displaystyle H_{\ell }^{(\pm )}(\eta ,\rho )}는 입사 및 방출 구면파에 해당한다. 해 {\displaystyle F_{\ell }(\eta ,\rho )}와 {\displaystyle G_{\ell }(\eta ,\rho )}는 실수이며, 정규 및 불규칙 쿨롱 파동 함수라고 불린다.
특히 파동 함수 {\displaystyle \psi _{\vec {k}}^{(+)}({\vec {r}})}에 대한 다음 부분파 전개를 가진다.
{\displaystyle \psi _{\vec {k}}^{(+)}({\vec {r}})={\frac {4\pi }{\rho }}\sum _{\ell =0}^{\infty }\sum _{m=-\ell }^{\ell }i^{\ell }e^{i\sigma _{\ell }}F_{\ell }(\eta ,\rho )Y_{\ell }^{m}({\hat {r}})Y_{\ell }^{m\ast }({\hat {k}})\,,}
{\displaystyle \eta \to 0} 극한에서 정규/불규칙 쿨롱 파동 함수 {\displaystyle F_{\ell }(\eta ,\rho )}, {\displaystyle G_{\ell }(\eta ,\rho )}는 구면 베셀 함수에 비례하고, 구면 쿨롱 함수 {\displaystyle H_{\ell }^{(\pm )}(\eta ,\rho )}는 구면 한켈 함수에 비례한다.
{\displaystyle F_{\ell }(0,\rho )/\rho =j_{\ell }(\rho )}
{\displaystyle G_{\ell }(0,\rho )/\rho =-y_{\ell }(\rho )}
{\displaystyle H_{\ell }^{(+)}(0,\rho )/\rho =i\,h_{\ell }^{(1)}(\rho )}
{\displaystyle H_{\ell }^{(-)}(0,\rho )/\rho =-i\,h_{\ell }^{(2)}(\rho )}
그리고 구면 베셀 함수와 동일하게 정규화된다.
{\displaystyle \int \limits _{0}^{\infty }j_{l}(k\,r)j_{l}(k'r)\,r^{2}dr=\int \limits _{0}^{\infty }{\frac {F_{\ell }\left(\pm {\frac {1}{a_{0}k}},k\,r\right)}{k\,r}}{\frac {F_{\ell }\left(\pm {\frac {1}{a_{0}k'}},k'r\right)}{k'r}}\,r^{2}dr={\frac {\pi }{2k^{2}}}\delta (k-k')}
그리고 다른 3개에 대해서도 유사하다.

## 쿨롱 함수의 속성
주어진 각운동량에 대한 방사형 부분은 정규 직교한다. 파수 척도(k-척도)로 정규화될 때, 연속체 방사형 파동 함수는 다음을 만족한다.
{\displaystyle \int _{0}^{\infty }R_{k\ell }^{\ast }(r)R_{k'\ell }(r)r^{2}dr=\delta (k-k')}
연속체 파동 함수의 다른 일반적인 정규화는 환산 파수 척도({\displaystyle k/2\pi }-척도)에서 다음과 같다.
{\displaystyle \int _{0}^{\infty }R_{k\ell }^{\ast }(r)R_{k'\ell }(r)r^{2}dr=2\pi \delta (k-k')\,,}
그리고 에너지 척도에서 다음과 같다.
{\displaystyle \int _{0}^{\infty }R_{E\ell }^{\ast }(r)R_{E'\ell }(r)r^{2}dr=\delta (E-E')\,.}
이전 절에서 정의된 방사형 파동 함수는 다음으로 정규화된다.
{\displaystyle \int _{0}^{\infty }R_{k\ell }^{\ast }(r)R_{k'\ell }(r)r^{2}dr={\frac {(2\pi )^{3}}{k^{2}}}\delta (k-k')}
다음 정규화의 결과로:
{\displaystyle \int \psi _{\vec {k}}^{\ast }({\vec {r}})\psi _{{\vec {k}}'}({\vec {r}})d^{3}r=(2\pi )^{3}\delta ({\vec {k}}-{\vec {k}}')\,.}
연속체(또는 산란) 쿨롱 파동 함수는 모든 쿨롱 구속 상태에 대해서도 직교한다.
{\displaystyle \int _{0}^{\infty }R_{k\ell }^{\ast }(r)R_{n\ell }(r)r^{2}dr=0}
이는 서로 다른 고유값을 가진 동일한 헤르미트 연산자의 고유 상태이기 때문이다.

## 더 읽어보기
- Bateman, Harry (1953), 《Higher transcendental functions》 (PDF) 1, McGraw-Hill, 2011년 8월 11일에 원본 문서 (PDF)에서 보존된 문서, 2011년 7월 30일에 확인함.
- Jaeger, J. C.; Hulme, H. R. (1935), “The Internal Conversion of γ -Rays with the Production of Electrons and Positrons”, 《Proceedings of the Royal Society of London. Series A, Mathematical and Physical Sciences》 148 (865): 708–728, Bibcode:1935RSPSA.148..708J, doi:10.1098/rspa.1935.0043, ISSN 0080-4630, JSTOR 96298
- Slater, Lucy Joan (1960), 《Confluent hypergeometric functions》, 케임브리지 대학교 출판부, MR 0107026.